# Emershofen
Emershofen ist ein Stadtteil der Stadt Weißenhorn im schwäbischen Landkreis Neu-Ulm (Bayern).

## Geographie
Das Kirchdorf grenzt nördlich an Tiefenbach (Illertissen) an und liegt südlich in der Nähe des Autobahnanschlusses Vöhringen zur Bundesautobahn 7.

## Geschichte
Emershofen war eine selbstständige Gemeinde und wurde im Zuge der Gebietsreform in Bayern am 1. Oktober 1971 in die Stadt Weißenhorn eingegliedert.

## Bevölkerungsentwicklung
Es handelt sich um Einwohnerzahlen nach dem jeweiligen Gebietsstand bis 1970 und ohne die heute zugehörigen Ortsteile. Die Bevölkerungszahl im Ort von 1987 wurde als Gemeindeteil der Stadt Weißenhorn angegeben. Die Zahlen sind Volkszählungsergebnisse mit Archivierungen des Bavarikon Internetportals des Freistaats Bayern.
| Jahr      | 1871 | 1925 | 1950 | 1970 | 1987 |
| Einwohner | 134  | 153  | 209  | 138  | 127  |

## Kultur und Sehenswürdigkeiten
- Die katholische Kirche St. Anna wurde Ende des 15. Jahrhunderts erbaut und urkundlich 1495 erstmals erwähnt. Ein barocker Umbau erfolgte um 1725 und neue Altäre sowie die Orgel wurden zwischen 1830 und 1840 angeschafft. Weitere Renovierungen erfolgten im Jahr 1896 und zwischen 1939 und 1947. Im Jahr 1978 wurde die Kirche von außen renoviert und mit einem neuen Dachstuhl versehen.
- Das Feldkreuz mit schmiedeeisernem Kruzifix wurde 1892 errichtet und befindet sich auf einem Feldweg in Richtung Grafersthofen.
- Ein Wegkreuz	mit schmiedeeisernem Kruzifix auf einem steinernen Postament wurde 1891 errichtet.

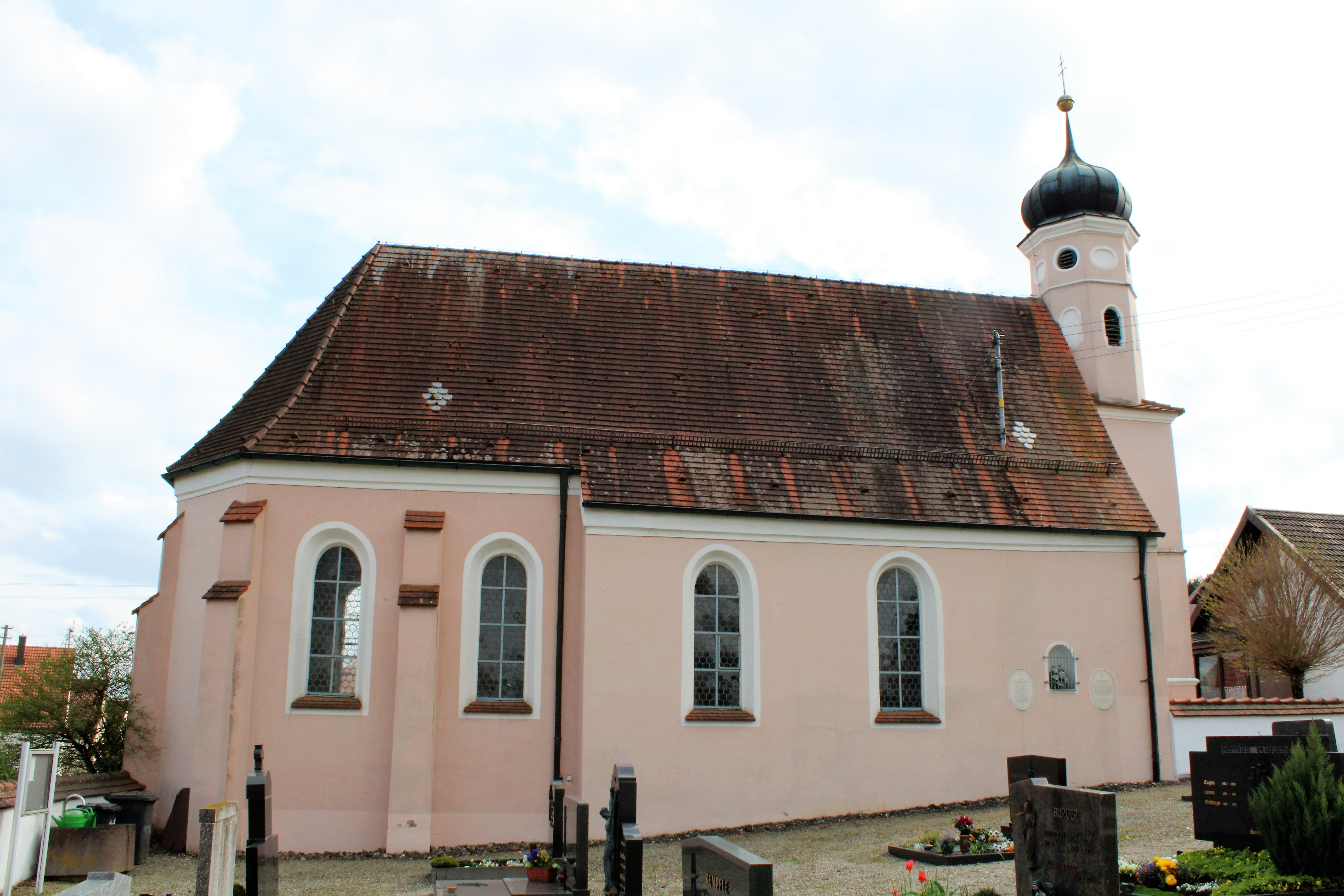
Katholische Pfarrkirche St. Anna
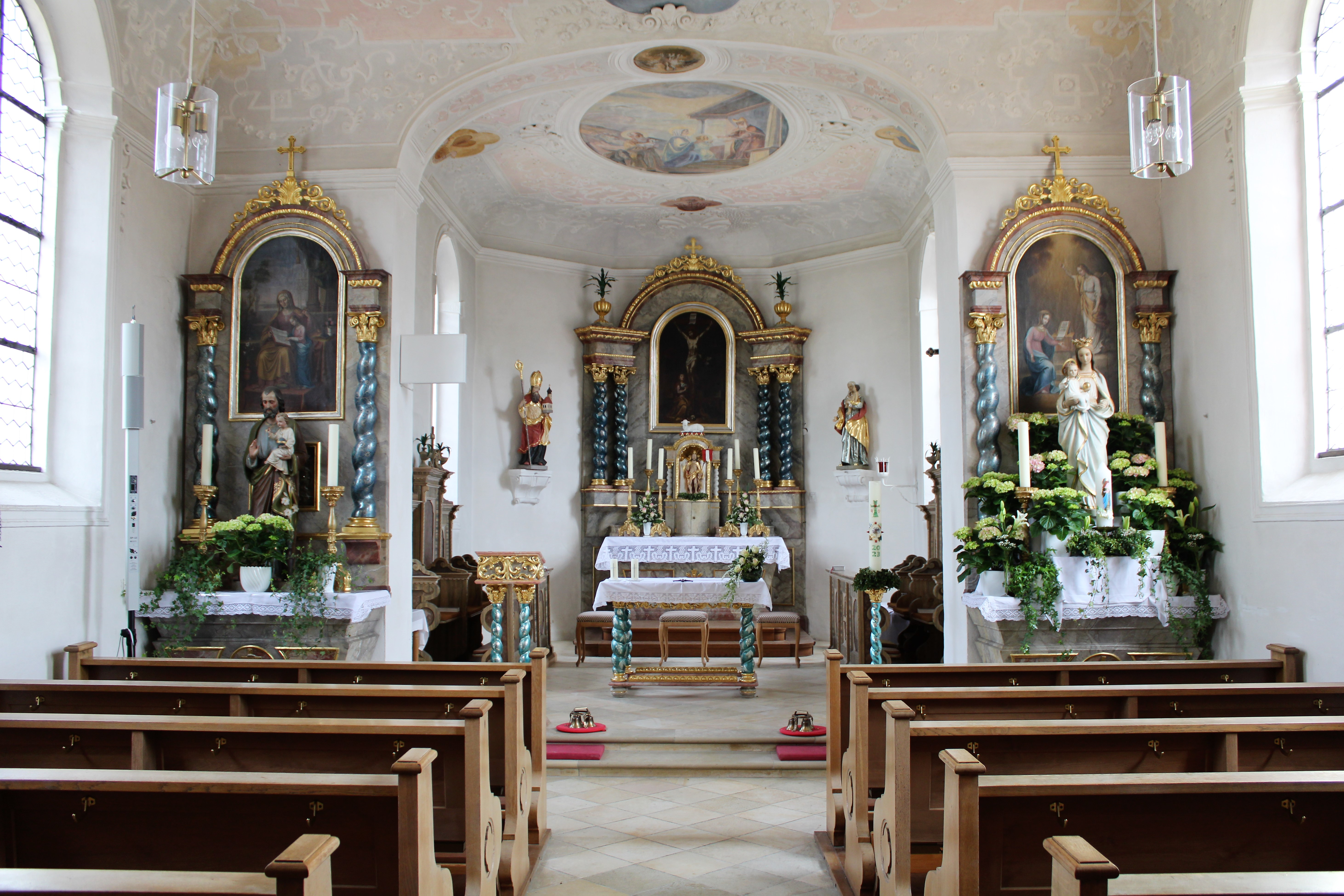
Altar in der Kirche
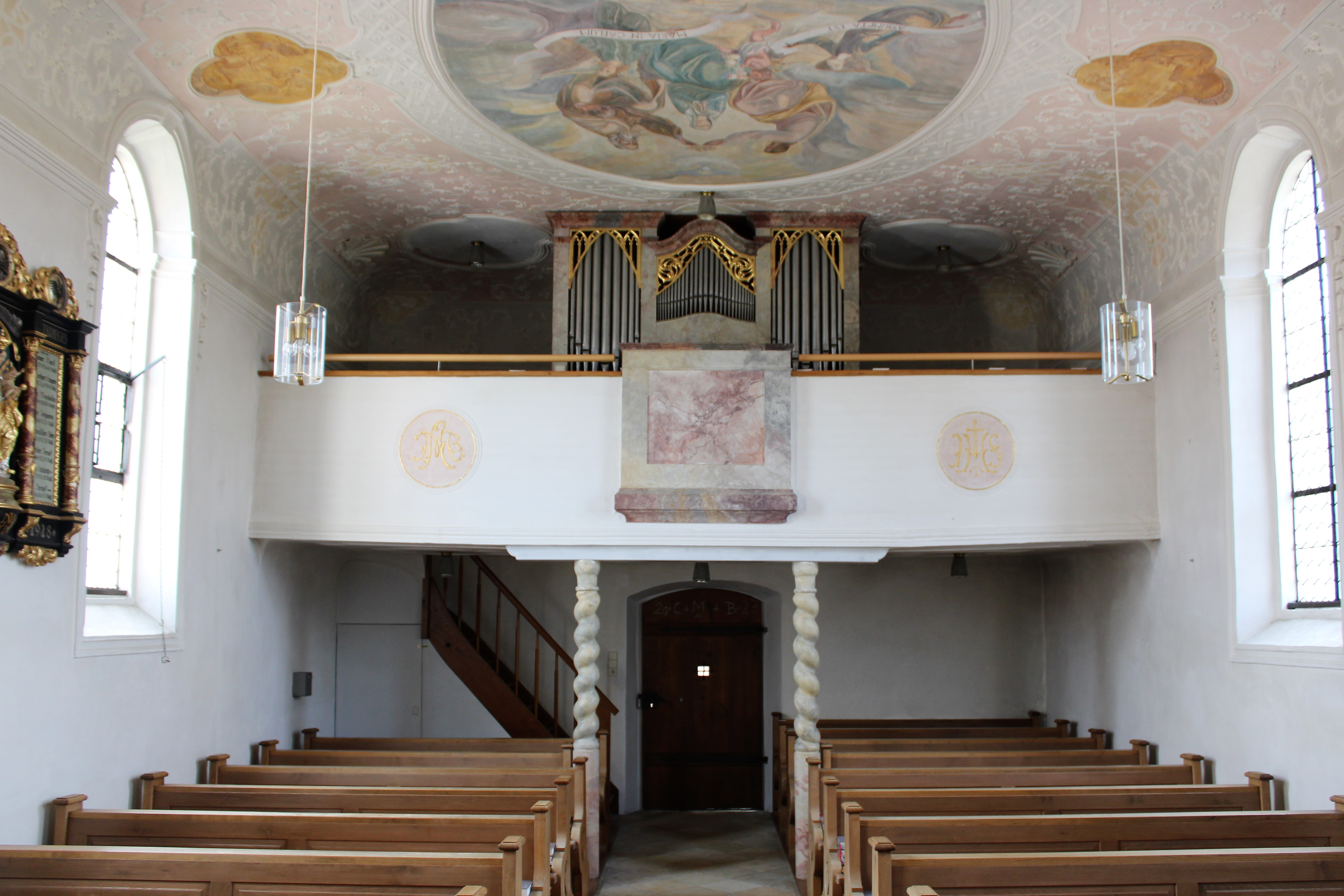
Empore mit Orgel
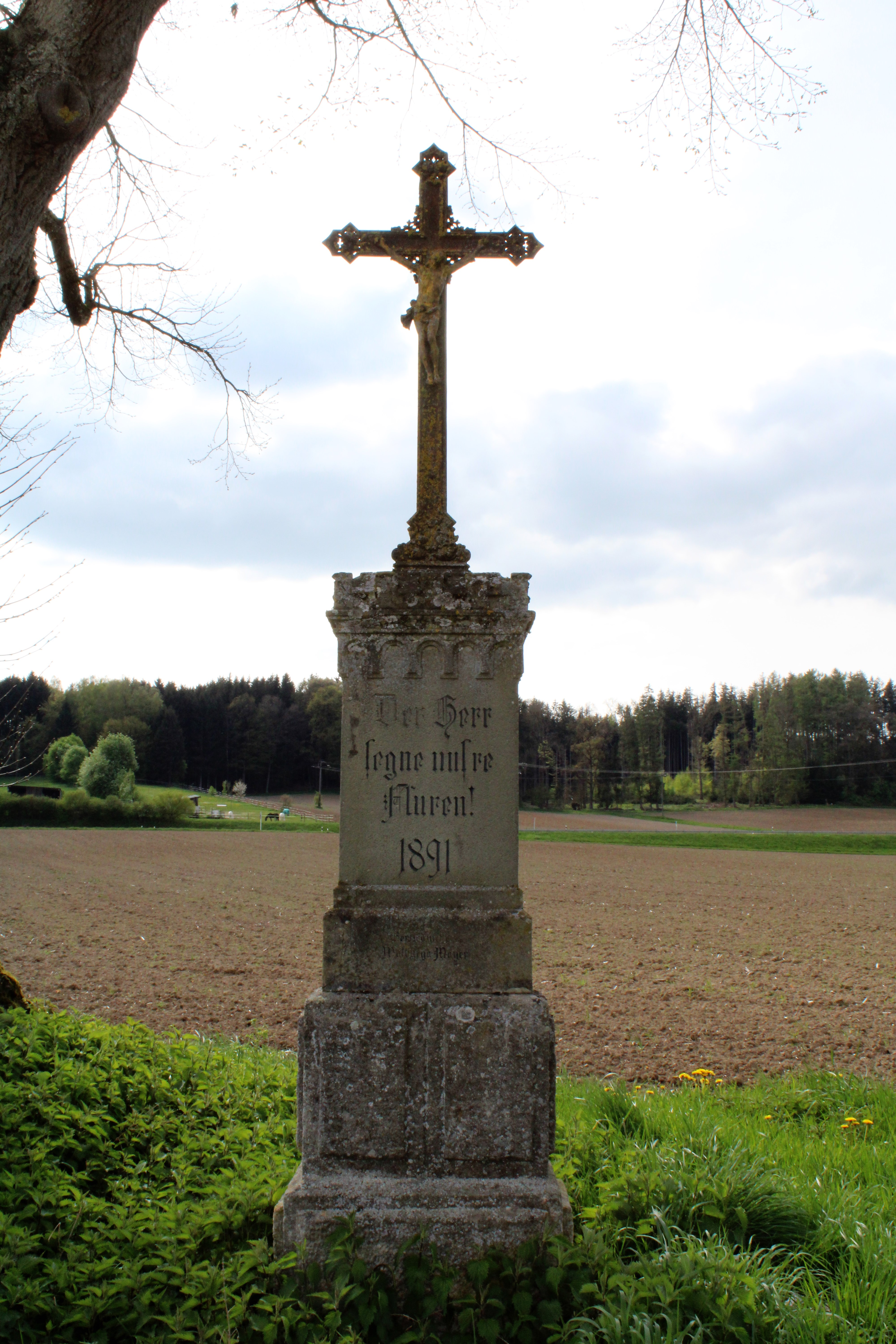
Wegkreuz von 1891
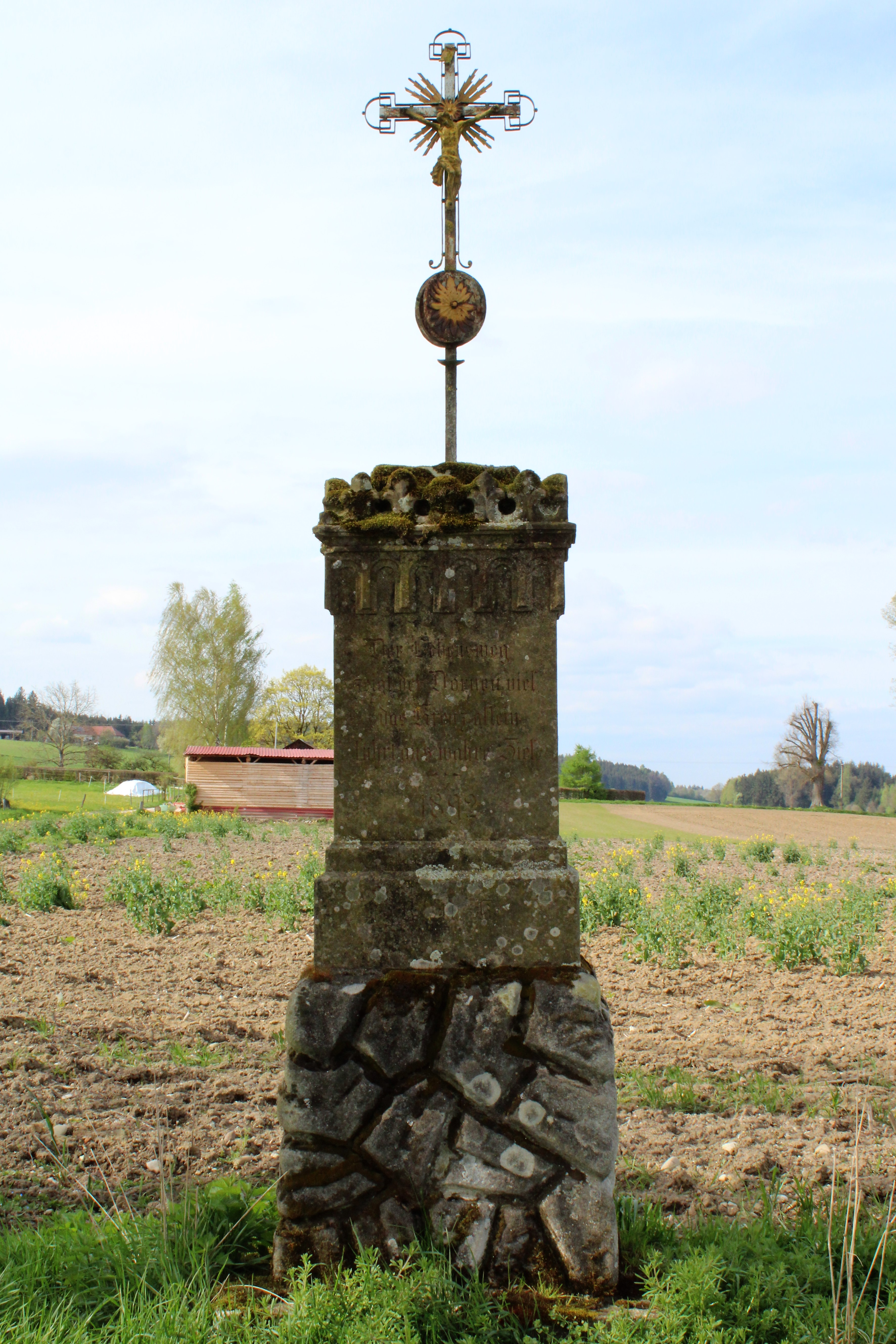
Feldkreuz von 1892
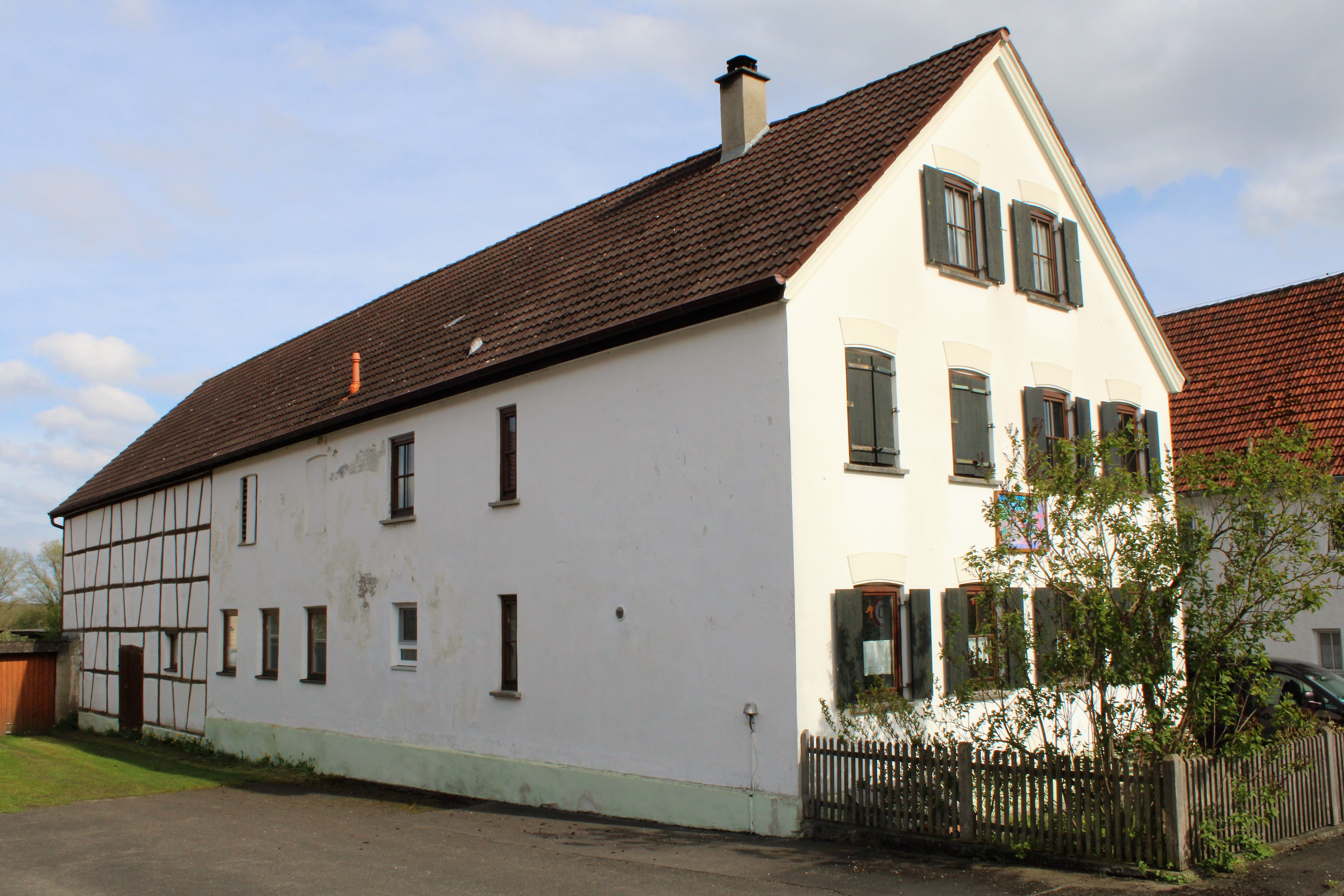
Älteres Bauernhaus mitten im Dorf
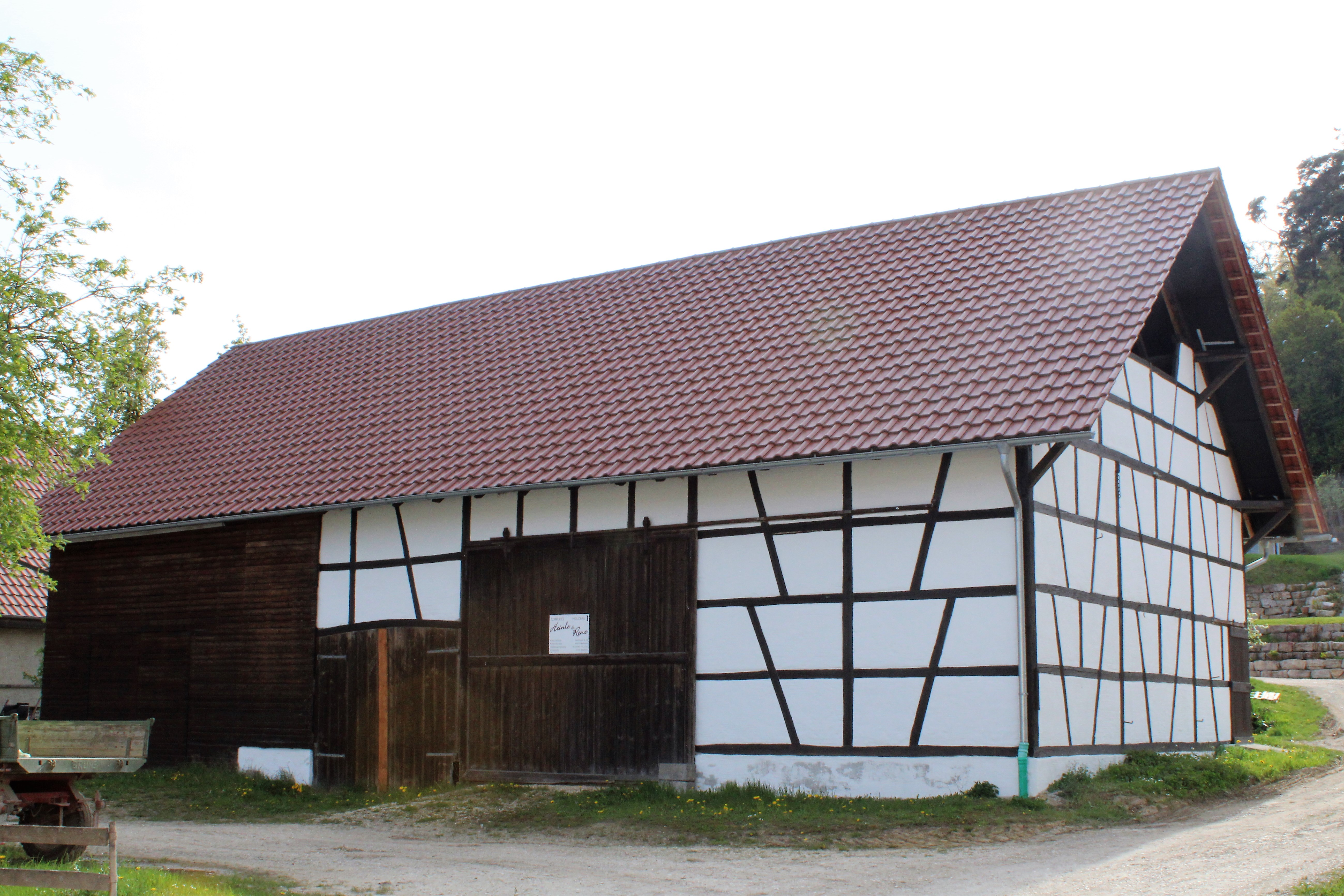
Stall in Fachwerkbauweise

Siehe auch: Liste der Baudenkmäler in Emershofen

## Sport- und Kulturvereine

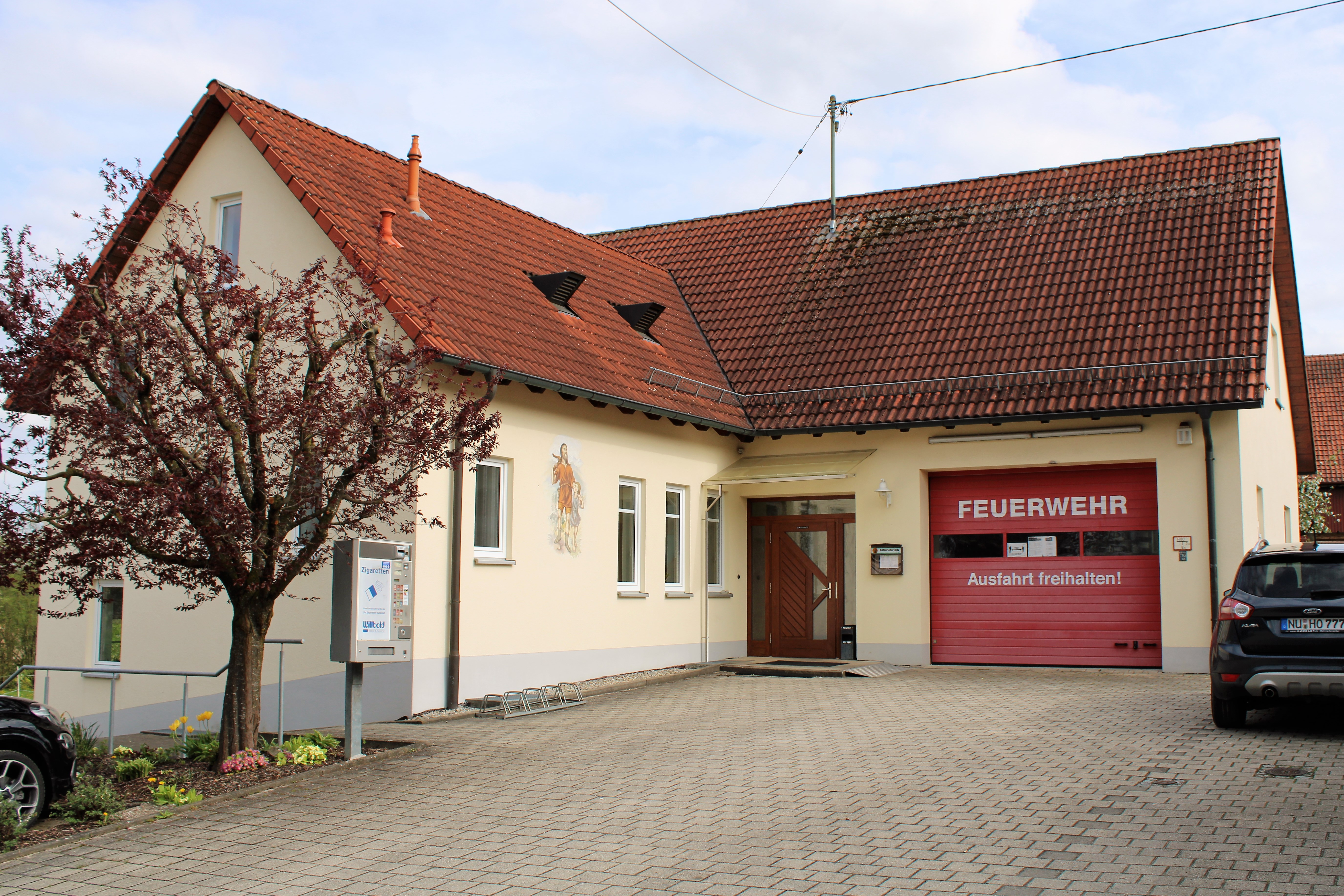
Feuerwehrhaus in Emershofen

- Schützenverein Emershofen
- Freiwillige Feuerwehr Emershofen